# Lokalsamfund
Et lokalsamfund udgør et fællesskab om at dele et miljø. I menneskers fællesskaber kan intentioner, tro, ressourcer, præferencer, behov, risici og en række andre vilkår være tilstede i fællesskabet og have indflydelse på lokalsamfundets identitet og sammenhængskraft.
Et lokalsamfund kan defineres som en gruppe mennesker, der lever på en fælles lokalitet.